# 王宗昱
王宗昱（?—?），五代十国前蜀将领。前蜀高祖王建养子之一。
王宗昱因有才干和勇敢著称，为王建赏识，屡建军功。平定东川后，拜天雄军节度使（治今甘肃省天水市秦安县）、同中书门下平章事，兼侍中。咸康元年（925年）后唐攻打四川，他受命任招讨使，率军抵敌。在三泉战役中被后唐大将康延孝打败，全军崩溃瓦解，归降后唐。